# 格里高利·列奇卡洛夫
格里高利·安德烈耶维奇·列奇卡洛夫（1920年2月9日—1990年12月20日）是第二次世界大战期间的苏联战斗机飞行员，他单独击落飞机超过50架，是擊墜數最高的蘇聯飞行员之一。他因其戰功两次被授予苏联英雄称号，战后成为将军。

## 早期生活
列奇卡洛夫于1920年2月9日出生在俄罗斯斯維爾德洛夫斯克州胡佳科沃的农民家庭。他从学校毕业后，于1938年参军，并于1939年从彼尔姆军事航空飞行员学校毕业。最初他因患有色盲症而被禁飞，但由于战争爆发，1941年他被允许参加飞行，并被派往驻扎在敖德萨军区的第55战斗机航空团。

## 第二次世界大战
他于1941年6月22日在摩尔多瓦开启战斗生涯，驾驶一架尾翼為“蓝色13”的I-153战机，当月驾驶该机执行了30次任务，并参与10次战斗。6月27日，列奇卡洛夫在博克沙以东、斯库莱尼附近攻击并击落一架Hs.126，这是他首次宣称的战绩。7月11日，他宣称在科托夫斯克附近击落一架Ju 88。1941年7月26日，在杜巴萨里附近，他被防空火力击中右腿受伤。他安全返回机场，着陆后被送往医院。由于伤势严重，在三次手术后，他被迫在预备航空部队待了几个月。1942年春，他回到了之前的部队。此前，该部队因表现出色被授予近卫称号，并更名为第16近卫战斗机航空团。
到1942年底，列奇卡洛夫已取得4次个人击落和2次共同击落的战绩。当时，第16团换装了新型P-39战斗机，并临时调至预备队进行训练。1943年春，该团被派往北高加索方面军和库班河地区。1943年5月24日，由于在194次飞行任务中取得12次个人击落和2次共同击落的战绩，他被授予“苏联英雄”称号。
1944年5月，列奇卡洛夫接管了第16近卫战斗机航空团，但在1944年5月31日，当他在雅西上空率领编队时，因决定独自追击一群Bf 109战斗机，导致五架P-39战机损失。根据官方记录，列奇卡洛夫因独自追击敌人而未指揮经验不足的中队，受到上级纪律处分。根据其指挥官亚历山大·波克雷什金的建议，列奇卡洛夫被第100近卫战斗机航空团的鲍里斯·格林卡取代，不再担任第16近卫战斗机航空团指挥官（据波克雷什金称，原因是他“失去控制、优柔寡断且缺乏主动性”）。在整个战争期间，波克雷什金因列奇卡洛夫缺乏纪律性而与其发生冲突。
1944年7月15日，格林卡从严重受损的P-39战斗机中跳伞时，因撞击尾翼而身受重伤。列奇卡洛夫再次接管该团指挥权，但于1945年2月卸任，并被任命为第9近卫战斗机航空师飞行训练监察员。
到战争结束时，他已执行452次出击任务，并参与了122次空中格斗；作战文件记载他单独击落56架敌机、与他人共同击落6架，而认证文件则记录他单独击落61架、与他人共同击落4架。他曾驾驶过I-153、I-16、米格-3、雅克-1和P-39等机型，但他的战绩中绝大多数是驾驶P-39取得的。尽管有指控称亚历山大·波克雷什金试图窃取列奇卡洛夫的部分战绩，但他的授勋提名中并未提及1941年的三次胜利。

## 战后
1951年，他从莫尼诺空军学院毕业。随后，他先后指挥过一个团和多个空军师。1957年，他担任远东独立防空集团军歼击机部队副司令。1957年，列奇卡洛夫晋升为苏联空军航空兵少将，1959年退役。他撰写了两本关于战时经历的书籍：《战争的硝烟天空》（俄语：Дымное небо войны）和《摩尔达维亚的天空》（俄语：В Небе Молдавии）。列奇卡洛夫一直居住在莫斯科，直至1990年12月20日去世。

## 击坠记录
| 次序 | 日期           | 击坠机型 |
| ---- | -------------- | -------- |
| 1    | 1941年6月26日  | Bf 109   |
| 2    | 1941年6月27日  | Hs 126   |
| 3    | 1941年7月11日  | Ju 88    |
| 4    | 1942年5月25日  | Bf 110   |
| 5    | 1942年5月27日  | Bf 110   |
| 6    | 1942年7月9日   | Bf 109   |
| 7    | 1942年7月10日  | Bf 109   |
| 8    | 1942年7月10日  | Bf 109   |
| 9    | 1943年4月11日  | Ju 88    |
| 10   | 1943年4月12日  | Bf 109   |
| 11   | 1943年4月15日  | Bf 109   |
| 12   | 1943年4月16日  | Bf 109   |
| 13   | 1943年4月17日  | Bf 109   |
| 14   | 1943年4月21日  | Bf 109   |
| 15   | 1943年4月21日  | Bf 109   |
| 16   | 1943年4月29日  | Bf 109   |
| 17   | 1943年5月4日   | Bf 109   |
| 18   | 1943年5月4日   | Bf 109   |
| 19   | 1943年5月5日   | Bf 109   |
| 20   | 1943年5月6日   | Bf 109   |
| 21   | 1943年5月8日   | Bf 109   |
| 22   | 1943年5月8日   | Ju 87    |
| 23   | 1943年5月14日  | Bf 109   |
| 24   | 1943年5月28日  | Bf 109   |
| 25   | 1943年8月16日  | Bf 109   |
| 26   | 1943年8月17日  | Bf 109   |
| 27   | 1943年8月26日  | Ju 88    |
| 28   | 1943年8月29日  | Bf 109   |
| 29   | 1943年8月29日  | Bf 109   |
| 30   | 1943年8月30日  | Ju 87    |
| 31   | 1943年9月2日   | Bf 109   |
| 32   | 1943年9月19日  | He 111   |
| 33   | 1943年9月26日  | Bf 109   |
| 34   | 1943年10月1日  | Ju 87    |
| 35   | 1943年10月1日  | Ju 87    |
| 36   | 1943年10月1日  | Ju 87    |
| 37   | 1943年10月16日 | Ju 88    |
| 38   | 1943年10月24日 | Bf 109   |
| 39   | 1943年10月24日 | Bf 109   |
| 40   | 1943年10月26日 | Ju 88    |
| 41   | 1943年11月1日  | Ju 87    |
| 42   | 1943年11月1日  | Ju 87    |
| 43   | 1943年11月1日  | Ju 87    |
| 44   | 1943年12月1日  | Ju 87    |
| 45   | 1943年12月8日  | Ju 52    |
| 46   | 1943年12月12日 | Ju 52    |
| 47   | 1943年12月29日 | He 111   |
| 48   | 1943年12月29日 | Fi 156   |
| 49   | 1944年5月30日  | Bf 109   |
| 50   | 1944年5月31日  | Fw 190   |
| 51   | 1944年5月31日  | Fi 156   |
| 52   | 1944年6月3日   | Ju 87    |
| 53   | 1944年6月3日   | Bf 109   |
| 54   | 1944年7月16日  | Ju 87    |
| 55   | 1944年7月22日  | Fw 190   |
| 56   | 1944年8月2日   | Fw 190   |
| 57   | 1944年8月31日  | Bf 109   |
| 58   | 1944年10月24日 | Ju 52    |
| 59   | 1945年1月26日  | Bf 109   |
| 60   | 1945年2月20日  | Fw 190   |
| 61   | 1945年2月20日  | Fw 190   |

## 奖项和荣誉
列奇卡洛夫曾获得过多项荣誉，包括：
- 两次蘇聯英雄（1943年5月24日和1944年7月1日）
- 列寧勳章（1943年5月24日）
- 四枚紅旗勳章（1942年12月30日、1943年5月5日、1944年10月22日和1957年8月14日）
- 亚历山大·涅夫斯基勋章（1943年10月2日）
- 两枚红星勋章（1955年10月26日和1956年5月14日）
- 战功奖章（1948年6月24日）

- “1941-1945年伟大卫国战争中战胜德国”奖章
- “伟大卫国战争胜利二十周年”纪念章
- “伟大卫国战争胜利三十周年”纪念章
- “伟大卫国战争胜利四十周年”纪念章

## 脚注